# Mesanthura nigra
Mesanthura nigra är en kräftdjursart som beskrevs av Müller 1993. Mesanthura nigra ingår i släktet Mesanthura och familjen Anthuridae.
Artens utbredningsområde är Kenya. Inga underarter finns listade i Catalogue of Life.